# Luis Enrique Cálix
Luis Enrique Cálix Acosta (Tela, Atlántida, 30 de agosto de 1965), también conocido como El Gavilán Cálix, es un exfutbolista y entrenador de fútbol de nacionalidad hondureña. Como futbolista inició su carrera con el Tela Timsa de su ciudad natal y jugó en clubes como Tela Timsa, Real España, Petrotela, Santos Laguna de México y Marathón. Representó en 47 ocasiones a la Selección de fútbol de Honduras y anotó 9 goles con ella. Se retiró como futbolista en el año 1999 jugando para el Real Club Deportivo España. Actualmente es entrenador de fútbol y dirige al Club Deportivo Parrillas One de la Liga Nacional de Fútbol de Honduras.
Es padre del futbolista estadounidense, Luis Cálix.

## Trayectoria

### Como jugador
Luis Enrique Cálix inició su carrera como futbolista en el año 1984, jugando para el Club Tela Timsa de la ciudad de Tela en la costa norte de Honduras, ciudad en la que nació Luis Enrique Cálix, con este club, Luis Enrique Cálix jugó desde 1984 hasta 1986. Luego en el año 1987 pasó a jugar con el Real C. D. España de la ciudad de San Pedro Sula, con este club Luis Cálix consiguió dos títulos, uno en 1986 y el otro en 1990, con este club jugó desde el año 1986 hasta 1990. En el año 1990 fue fichado por el Club Santos Laguna de la Primera División de México, con el Santos Laguna, Cálix solo estuvo por una temporada, acumuló un total de 14 partidos jugados y anotó 2 goles, salió del club en el año 1991 y regresó a jugar a Honduras. En el año 1992 regresó a Honduras esta vez para jugar con el Petrotela, con este club estuvo desde el año 1992 hasta el año 1994. En el año 1994 pasó a formar parte del Club Deportivo Marathón de la ciudad de San Pedro Sula, con este club jugó desde el año 1994 hasta el año 1995. Luego en el año 1998 regresa al fútbol después de haber anunciado su retiro del fútbol, esta vez para jugar una vez más con el Real Club Deportivo España, club con el que se retiró oficialmente un año más tarde.
Luis Enrique Cálix jugó su último partido oficial de liga el 10 de julio de 1999, en un partido entre el Real Club Deportivo España, que era el club con el que jugaba y el Club Deportivo Olimpia.

### Como entrenador
Después de haberse retirado como futbolista a los 33 años en el año 1999, cuando jugaba para el Real Club Deportivo España, Cálix se mudó a Estados Unidos para trabajar allá y ser entrenador de niños en la Escuela de Fútbol Kendall en la ciudad de Miami y también ser entrenador de las ligas menores del Miami FC. En el año 2013 toma el cargo como entrenador del Club Deportivo Parrillas One de la Liga de Ascenso de Honduras junto a su hijo quien jugaba en el Fort Lauderdale Strikers de la North American Soccer League, dirigiendo este club, Cálix ascendió al equipo a la Primera División de Honduras. El equipo dirigido por Cálix tuvo un debut soñado al vencer por 3 goles a 2 al Club Deportivo Vida, en un partido que se disputó en el Estadio Ceibeño de La Ceiba. Actualmente Luis Cálix dirige al Club Deportivo Parrillas One de la Primera División de Honduras.

## Selección nacional

### Como jugador
Luis Enrique Cálix fue seleccionado nacional con la Selección de fútbol de Honduras por un periodo de 7 años. Hizo su debut con la selección hondureña en el año 1988 y acumuló un total de 47 partidos disputados y 9 goles anotados con ella. Representó a su selección en 14 partidos eliminatorios, también jugó la Copa Uncaf 1993; la Copa de Oro de la Concacaf 1991 y la Copa de Oro de la Concacaf 1993.
Su último partido jugando para la Selección de fútbol de Honduras, fue en un amistoso en junio de 1994, jugado ante la selección que se coronaría como campeona del mundo, un mes más tarde, la Selección de fútbol de Brasil; este partido terminó como una de las máximas goleadas recibidas por la selección hondureña; el partido terminó con un marcador de 2:8, en este partido Cálix anotó un gol para su selección.

#### Participaciones en Copas de Oro de la Concacaf
| Torneo                          | Sede           | Resultado     |
| ------------------------------- | -------------- | ------------- |
| Copa de Oro de la Concacaf 1991 | Estados Unidos | Subcampeón    |
| Copa de Oro de la Concacaf 1993 | Estados Unidos | Primera Ronda |

#### Participaciones en Copas de Naciones de la Uncaf
| Torneo          | Sede     | Resultado |
| --------------- | -------- | --------- |
| Copa Uncaf 1993 | Honduras | Campeón   |

#### Goles internacionales
| N. | Fecha                    | Lugar                                                 | Oponente    | Gol | Resultado | Competición     |
| -- | ------------------------ | ----------------------------------------------------- | ----------- | --- | --------- | --------------- |
| 1. | 28 de junio de 1991      | Memorial Coliseum, Los Ángeles, Estados Unidos        | Canadá      | 3–0 | 4-2       | Copa Oro 1991   |
| 2. | 30 de junio de 1991      | Memorial Coliseum, Los Ángeles, Estados Unidos        | Jamaica     | 1–0 | 5-0       | Copa Oro 1991   |
| 3. | 30 de junio de 1991      | Memorial Coliseum, Los Ángeles, Estados Unidos        | Jamaica     | 3–0 | 5-0       | Copa Oro 1991   |
| 4. | 28 de junio de 1992      | Estadio Francisco Morazán, San Pedro Sula, Honduras   | Panamá      | 3–0 | 4–0       | Amistoso        |
| 5. | 12 de agosto de 1992     | Memorial Coliseum, Los Ángeles, Estados Unidos        | El Salvador | 1–0 | 3–0       | Amistoso        |
| 6. | 22 de septiembre de 1992 | Estadio Tiburcio Carías Andino, Tegucigalpa, Honduras | Jamaica     | 2–1 | 5–1       | Amistoso        |
| 7. | 22 de septiembre de 1992 | Estadio Tiburcio Carías Andino, Tegucigalpa, Honduras | Jamaica     | 5–1 | 5–1       | Amistoso        |
| 8. | 7 de marzo de 1993       | Estadio Tiburcio Carías Andino, Tegucigalpa, Honduras | Costa Rica  | 2–0 | 2-0       | Copa Uncaf 1993 |
| 9. | 8 de junio de 1994       | Jack Murphy Stadium, San Diego, Estados Unidos        | Brasil      | 1–3 | 2-8       | Amistoso        |

## Clubes

### Como jugador
| Club                    | País     | Año         |
| ----------------------- | -------- | ----------- |
| Tela Timsa              | Honduras | 1984 - 1986 |
| Real España             | Honduras | 1986 - 1990 |
| Santos Laguna           | México   | 1990 - 1991 |
| Petrotela               | Honduras | 1992 - 1994 |
| Club Deportivo Marathón | Honduras | 1994 - 1995 |
| Real España             | Honduras | 1998 - 1999 |

### Como entrenador
| Club                         | País     | Año             |
| ---------------------------- | -------- | --------------- |
| Club Deportivo Parrillas One | Honduras | 2013 - Presente |

## Palmarés como jugador

### Campeonatos nacionales
| Título                              | Club        | País     | Año  |
| ----------------------------------- | ----------- | -------- | ---- |
| Liga Nacional de Fútbol de Honduras | Real España | Honduras | 1986 |
| Liga Nacional de Fútbol de Honduras | Real España | Honduras | 1990 |

### Copas internacionales
| Título          | Club (*)            | País     | Año  |
| --------------- | ------------------- | -------- | ---- |
| Copa Uncaf 1993 | Selección hondureña | Honduras | 1993 |

(*) Incluyendo la selección

## Palmarés como entrenador

### Campeonatos nacionales
| Título                      | Club                         | País     | Año  |
| --------------------------- | ---------------------------- | -------- | ---- |
| Liga de Ascenso de Honduras | Club Deportivo Parrillas One | Honduras | 2013 |